# سوزان لنگر
سوزان لنگر (انگلیسی: Susanne Langer؛ ۲۰ دسامبر ۱۸۹۵ – ۱۷ ژوئیهٔ ۱۹۸۵) فیلسوف، نویسنده و آموزگار آمریکایی بود و برای تئوری‌هایش در مورد تأثیرات هنر بر روی ذهن مشهور بود. او یکی از نخستین زنانی در تاریخ آمریکا بود که به حرفه دانشگاهی در فلسفه دست یافت و نخستین زنی بود که به شکل حرفه‌ای و در میان مردم به عنوان یک فیلسوف شناخته شد. لنگر بیشتر برای کتاب ۱۹۴۲ خود با عنوان فلسفه در کلیدی جدید (به انگلیسی: Philosophy in a New Key) شناخته شده‌است.